# Victor (Idaho)
Victor és una població dels Estats Units a l'estat d'Idaho. Segons el cens del 2000 tenia 840 habitants.

## Demografia
Segons el cens del 2000, Victor tenia 840 habitants, 293 habitatges, i 205 famílies. La densitat de població era de 249,5 habitants/km².
Dels 293 habitatges en un 39,6% hi vivien nens de menys de 18 anys, en un 57,3% hi vivien parelles casades, en un 7,5% dones solteres, i en un 29,7% no eren unitats familiars. En el 22,2% dels habitatges hi vivien persones soles el 6,5% de les quals corresponia a persones de 65 anys o més que vivien soles. El nombre mitjà de persones vivint en cada habitatge era de 2,87 i el nombre mitjà de persones que vivien en cada família era de 3,43.
Per edats la població es repartia de la següent manera: un 31,5% tenia menys de 18 anys, un 6,9% entre 18 i 24, un 37,5% entre 25 i 44, un 16,3% de 45 a 60 i un 7,7% 65 anys o més.
L'edat mediana era de 31 anys. Per cada 100 dones de 18 o més anys hi havia 104,6 homes.
La renda mediana per habitatge era de 42.500 $ i la renda mediana per família de 49.750 $. Els homes tenien una renda mediana de 37.159 $ mentre que les dones 25.250 $. La renda per capita de la població era de 16.740 $. Aproximadament el 7% de les famílies i el 8,4% de la població estaven per davall del llindar de pobresa.

## Poblacions més properes
El següent diagrama mostra les poblacions més properes.